# Idrogramma

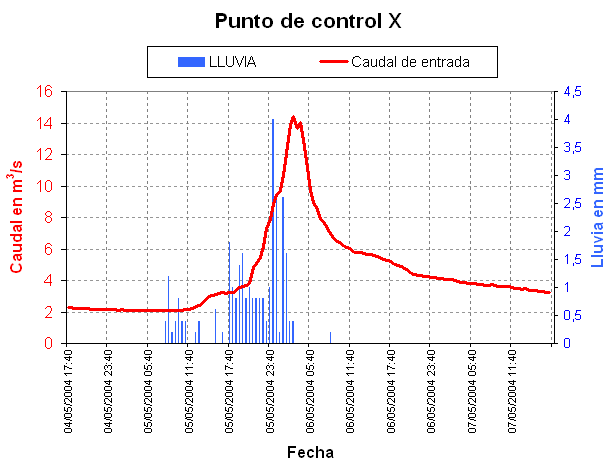
Idrogramma della precipitazioni piovose in una dato bacino idrografico.

Un idrogramma è un grafico che mostra le variazioni nel tempo di alcuni parametri idrologici come il livello dell'acqua, la portata minima o il carico dei sedimenti riferiti a un fiume, un ruscello, un torrente o un canale.
Viene tipicamente rappresentata la portata, il flusso o la quantità d'acqua in funzione del tempo (L3/T). Si possono avere idrogrammi riferiti a un singolo evento (come una tempesta o forte acquazzone) o idrogrammi annuali o di lungo periodo, che a loro volta si possono ulteriormente suddividere in idrogrammi perenni o intermittenti.
Un idrogramma permette di osservare:
- le variazioni della portata durante il decorso di una precipitazione o nel corso di un anno idrografico
- il picco di portata massima
- il "flusso di base" o apporto delle acque sotterranee
- le variazioni stagionali della portata, quando il grafico copre un periodo di uno o più anni

Nel linguaggio utilizzato, un mm di precipitazione significa che è caduto un litro d'acqua per m2 di superficie (1L/m²).
Gli idrogrammi sono utili anche per confrontare i tempi di flusso e i picchi di portata massima per i vari bacini idrografici considerati.